# Setabis hippocrate
Setabis hippocrate is een vlindersoort uit de familie van de prachtvlinders (Riodinidae), onderfamilie Riodininae.
Setabis hippocrate werd in 1903 beschreven door Godman.